# Dig (UNIX)
dig（ディグ）は、ネットワーク管理のためのコマンドラインツールで、Domain Name System(DNS)に問い合わせを行う。"dig"は"domain information groper"の略である。
digはネットワーク・トラブルシューティングのために、そして、教育的な目的のために役立つ。digはコマンドライン上からの対話モードでも、ファイルから要求を読み込むバッジモードでも動作する。引数で特定のDNSサーバが指定されなかったときは、resolv.confファイルで定義されたオペレーティングシステムのデフォルトのDNSサーバに問い合わせを行う。何も引数をつけなかった時はDNSルートゾーンに問い合わせを行う。
digは国際化ドメイン名(IDN)をサポートしている。
digはBIND DNSサーバソフトウェアスイートの一部である。 digはnslookupやhostのような古いツールを置き換える。

## 使用例
この例では、digがexample.comドメインの「全て(any)」のタイプの情報の問い合わせを行っている。
```
$ 
dig
 
example.com
 
any

; <<>> DiG 9.6.1 <<>> example.com any

;; global options: +cmd

;; Got answer:

;; ->>HEADER<<- opcode: QUERY, status: NOERROR, id: 4016

;; flags: qr rd ra; QUERY: 1, ANSWER: 4, AUTHORITY: 0, ADDITIONAL: 0

;; QUESTION SECTION:

;example.com.                   IN      ANY

;; ANSWER SECTION:

example.com.            172719  IN      NS      a.iana-servers.net.

example.com.            172719  IN      NS      b.iana-servers.net.

example.com.            172719  IN      A       208.77.188.166

example.com.            172719  IN      SOA     dns1.icann.org. hostmaster.icann.org. 2007051703 7200 3600 1209600 86400

;; Query time: 1 msec

;; SERVER: ::1#53(::1)

;; WHEN: Wed Aug 12 11:40:43 2009

;; MSG SIZE  rcvd: 154

```

上の例の172719という数字はTime to live(TTL)の秒数を示している。
問合わせは、特定のレコードのために指定されたDNSサーバーに向けられる場合がある。下記の例ではMXレコードである。
```
$ 
dig
 
wikimedia.org
 
MX
 
@ns0.wikimedia.org

; <<>> DiG 9.6.1 <<>> wikimedia.org MX @ns0.wikimedia.org

;; global options: +cmd

;; Got answer:

;; ->>HEADER<<- opcode: QUERY, status: NOERROR, id: 61144

;; flags: qr aa rd; QUERY: 1, ANSWER: 2, AUTHORITY: 0, ADDITIONAL: 2

;; WARNING: recursion requested but not available

;; QUESTION SECTION:

;wikimedia.org.                 IN      MX

;; ANSWER SECTION:

wikimedia.org.          3600    IN      MX      10 mchenry.wikimedia.org.

wikimedia.org.          3600    IN      MX      50 lists.wikimedia.org.

;; ADDITIONAL SECTION:

mchenry.wikimedia.org.  3600    IN      A       208.80.152.186

lists.wikimedia.org.    3600    IN      A       91.198.174.5

;; Query time: 73 msec

;; SERVER: 208.80.152.130#53(208.80.152.130)

;; WHEN: Wed Aug 12 11:51:03 2009

;; MSG SIZE  rcvd: 109

```